# Feng Zemin
Feng Zemin, född 18 januari 1958, är en kinesisk bågskytt. Han deltog vid olympiska sommarspelen 1984.